# Manuela
Manuela je žensko osebno ime.

## Izvor imena
Ime Manuela je skrajšana oblika imena Emanuela.

## Različice imena
- ženske različice imena: Emanuela, Mana, Manuella, Manujela,
- moška različica imena: Manuel

## Pogostost imena
Po podatkih Statističnega urada Republike Slovenije je bilo na dan 31. decembra 2007 v Sloveniji število ženskih oseb z imenom Manuela: 655.

## Osebni praznik
V koledarju je ime Manuela uvrščeno k imenu Emanuela.